# ゴッドフリー・オクム
ゴッドフリー・オエセ・オクム（Godfrey Owese Okumu、1968年8月11日 - ）はケニアの元バレーボール選手、現指導者である。ニャンザ州出身。

## 来歴
1990年から2003年までケニア代表として活躍した。2002年には熊本県で英語教員も勤めている。
2009年から2012年まではV・プレミアリーグ（=当時）大分三好ヴァイセアドラーのチームスタッフを務めた。
ケニア女子代表のコーチとしては、2006年と2010年のバレーボール女子世界選手権、2011年と2015年のワールドカップでチームに加わっている。
2016年には、博多女子高等学校のコーチを務めている。
2017年9月から2022年7月までフィリピン大学の女子バレーボールチームであるUPファイティングマルーンズで監督を務めた。
また、フィリピンのプレミア・バレーボール・リーグにおいても2019年にはモトライトの監督を務め、2023年からはギャラリーズ・タワー・ハイライザーズのコーチを務めている。

## 人物
- 妻はユニチカの選手であった大庭こずえ、娘は日立Astemoリヴァーレに所属するオクム大庭冬美ハウィ[10]。
- FIVB公認コーチレベル3をケニア人では唯一所持していて、フィリピンを主としながらケニアでの指導も行っている[11]。

## 指導歴
- 大分三好ヴァイセアドラー（2009-2012年）
- ケニア女子代表
- UPファイティングマルーンズ（英語版）（2014-2023年）
- 博多女子高等学校（2016-2018年）
- アテネオ・レディイーグルス（英語版）（2019-2020年）
- モトライト（英語版）（2019-2022年）
- Trailblazers（2021-2023年）
- ギャラリーズ・タワー・ハイライザーズ（英語版）（2023年-）